# Basileuterus
Basileuterus és un gènere d'ocells de la família dels parúlids (Parulidae).

## Taxonomia
Segons la Classificació del Congrés Ornitològic Internacional (versió 14.2, 2024) aquest gènere està format per 12 espècies:
- Basileuterus lachrymosus - bosquerola roquera[4]
- Basileuterus rufifrons - bosquerola de coroneta vermella[5]
- Basileuterus delattrii[6]
- Basileuterus melanogenys - bosquerola caranegra[7]
- Basileuterus ignotus - bosquerola del Pirré[8]
- Basileuterus belli - bosquerola celladaurada[9]
- Basileuterus culicivorus - bosquerola de coroneta ratllada[10]
- Basileuterus melanotis - bosquerola d'orelles negres[11]
- Basileuterus tacarcunae - bosquerola del Tarcarcuna[12]
- Basileuterus trifasciatus - bosquerola de tres ratlles[13]
- Basileuterus punctipectus - bosquerola dels iungues[14]
- Basileuterus tristriatus - bosquerola cap-ratllada[15]